# Katastrofa promu Columbia

Emblemat misji STS-107

Katastrofa promu Columbia – 1 lutego 2003 roku, podczas powrotu z przestrzeni kosmicznej, prom Columbia uległ zniszczeniu prawdopodobnie w wyniku uszkodzenia osłony termicznej na krawędzi natarcia lewego skrzydła. Uszkodzenie osłony nastąpiło w czasie wznoszenia po starcie, za sprawą fragmentu pianki osłaniającej zbiornik zewnętrzny wahadłowca, który oderwał się od zbiornika i uderzył w skrzydło orbitera, wyrywając dziurę o średnicy ok. 25 cm w osłonie termicznej skrzydła promu. W efekcie podczas przelotu przez termosferę gorące gazy (plazma) stopiły poszycie i mogły dostawać się do środka. Zdarzenie to zostało zaobserwowane już po dotarciu promu na orbitę, jednak w czasie trwającej kilkanaście dni misji, głównie z powodów organizacyjnych, nie sprawdzono, czy uszkodzenie było wystarczająco poważne, by podejmować działania ratunkowe (np. wysłanie drugiego promu na orbitę).
W trakcie wejścia w atmosferę w ostatnich minutach misji okazało się, że uszkodzenie było poważne – w katastrofie zginęła cała załoga: siedmioro astronautów, w tym pierwszy Izraelczyk na orbicie, płk Ilan Ramon. Po katastrofie zawieszono loty wahadłowców NASA aż do startu promu Discovery 26 lipca 2005.

## Przebieg katastrofy (czasUTC)

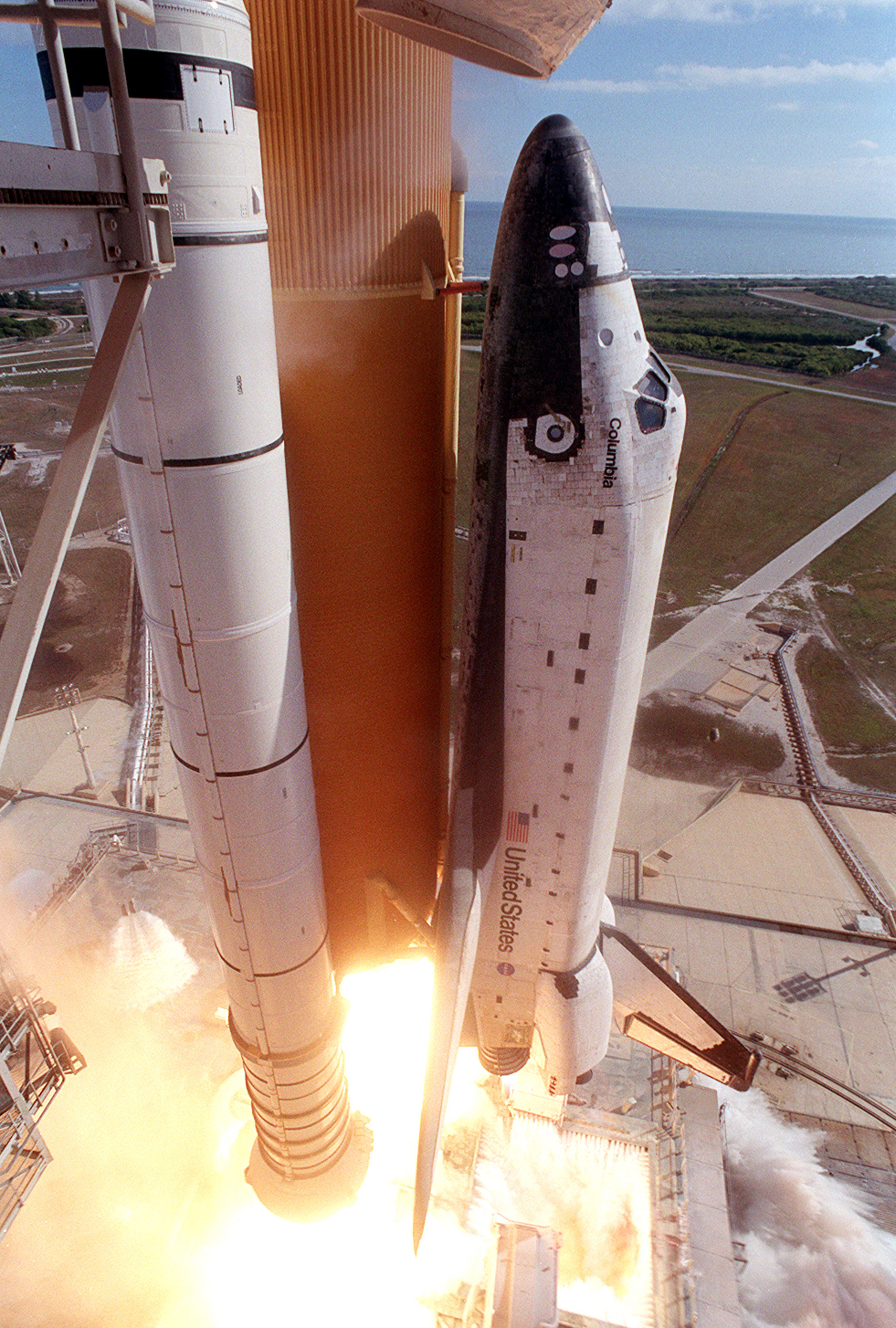
STS-107 wznosi się z bloku startowego 39A (Ośrodek Kosmiczny im J.F. Kennedy’ego)

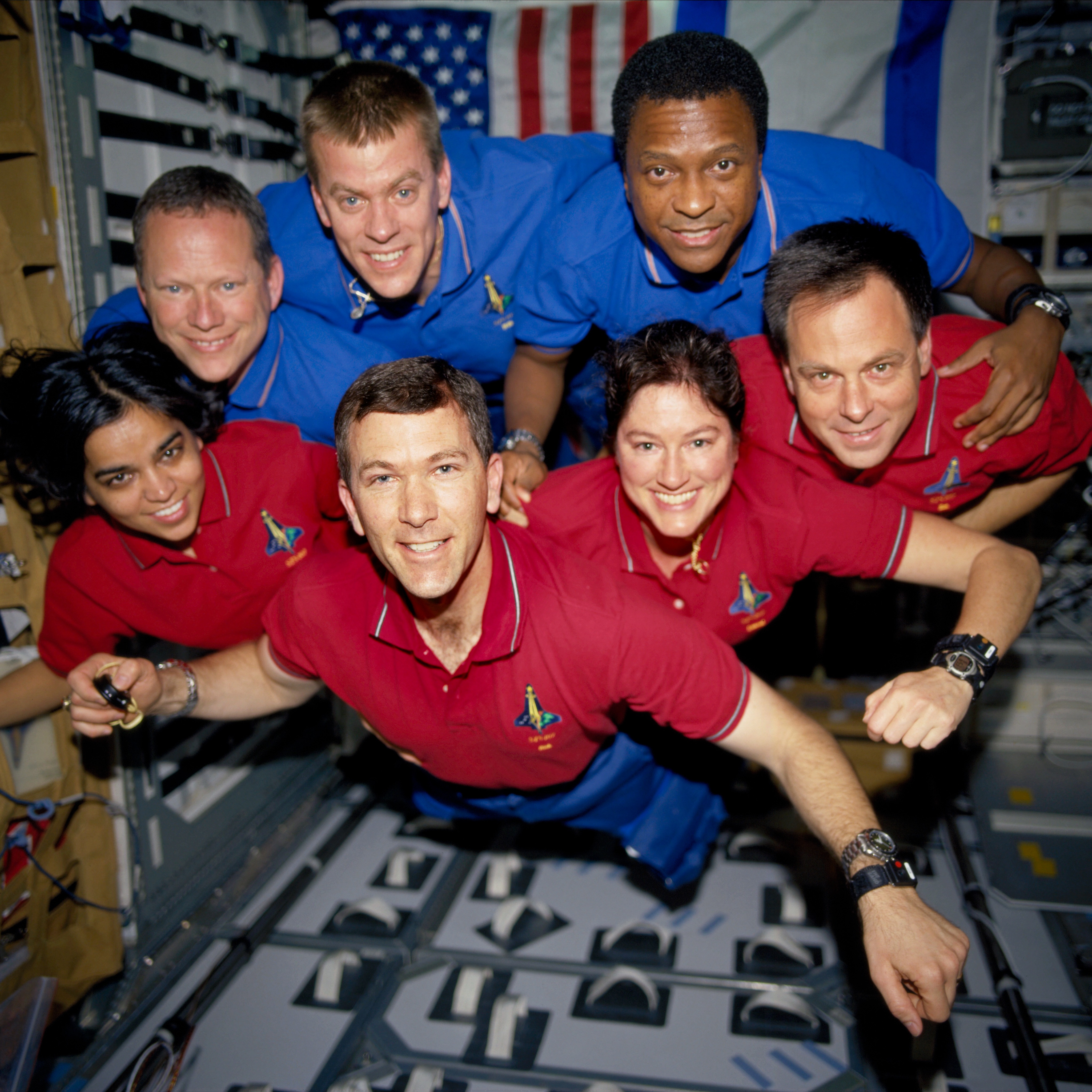
Załoga STS-107 w czasie pobytu na orbicie

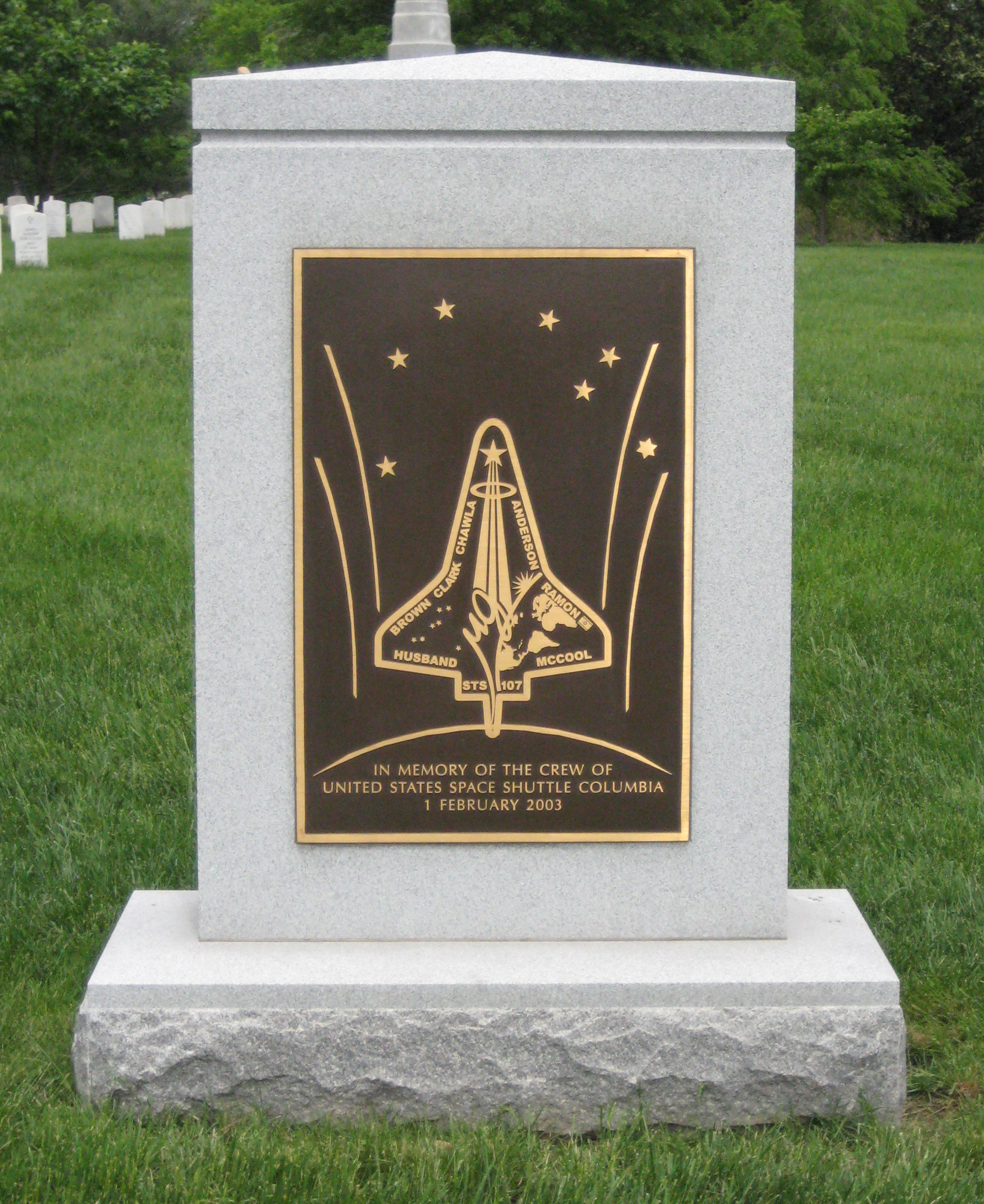
Tablica pamiątkowa ku czci ofiar katastrofy na cmentarzu w Arlington

Przebieg katastrofy jest dostępny na stronach NASA:

### 8:00 – 13:30
- 08:49:00 – rozpoczęto przygotowania do powrotu na Ziemię.
- 13:12:34 – uzyskanie sygnału z Columbii przez satelitę przekazu danych TDRS-West.
- 13:15:30 – zapłon silników OMS (t=158 sekund) w celu zdeorbitowania.
- 13:18:08 – deorbitacja zakończona – Dv=78,6 m/s; wysokość 283 km; prędkość 7,743 km/s; położenie 33,58° S, 98,17° E.

### 13:30 – 13:49
- 13:44:09 – wejście do atmosfery – 120,40 km nad Pacyfikiem; prędkość 7,50 km/s (Ma=24,56); położenie 30,83313° S, 167,5564° E, dystans do planowanego miejsca lądowania 8228 km.
- 13:45:20 – wysokość 114 km, prędkość 7,60 km/s.
- 13:45:44 – wysokość 109 km.
- 13:46:33 – wysokość 103 km.
- 13:47:52 – aktywacja sterolotek i klapek aerodynamicznych (wysokość 88,1 km, prędkość Ma=24,67, dynamiczne ciśnienie atmosfery 96 Pa).
- 13:48:39 – czujnik tensometryczny umieszczony na dźwigarze za panelem RCC nr 9 lewego skrzydła wskazał naprężenia większe niż obserwowane w poprzednich lądowaniach. Informacja została zapisana w rejestratorze, nie była przekazana załodze i kontrolerom lotu – jest to pierwszy sygnał nadchodzącej katastrofy (dane z OEX).
- 13:48:59 – czujnik temperatury umieszczony za panelem RCC nr 9 lewego skrzydła pokazuje pozanominalne odczyty – jest to pierwszy sygnał nienormalnego nagrzewania się (dane z OEX).
- 13:49:07 – rozpoczęcie sterowania aktywnego (wysokość 79,2 km, prędkość Ma=24,58).
- 13:49:26 – rozpoczęty planowy manewr skrętu w prawo, prędkość 7,47 km/s.
- 13:49:53 – czujnik temperatury umieszczony w przedniej części lewego OMS pokazuje jej nienormalny spadek (dane z OEX).

### 13:50 – 13:54
- 13:50:03 – wysokość 77 km, prędkość 7,43 km/s.
- 13:50:53 – początek fazy maksymalnego nagrzewania aerodynamicznego; wysokość 74,08 km, prędkość Ma=24,12.
- 13:50:56 – orbiter kontynuuje skręt w prawo, wysokość 75,6 km, prędkość 7,33 km/s.
- 13:51:14 – czujnik temperatury umieszczony za panelem RCC nr 9 lewego skrzydła pokazuje wzrost temperatury – gorąca plazma wnika do wnętrza skrzydła (dane z OEX).
- 13:52:00 – wszystkie odczyty w normie.
- 13:52:17 – z prędkością 2 °C/min zaczyna rosnąć temperatura w lewym przedziale podwoziowym, z boku przy kadłubie za zaworami SW (czujnik D).
- 13:52:19 – plazma zaczyna niszczyć okablowanie czujników lewego skrzydła (dane z OEX).
- 13:52:41 – z prędkością 3,5 °C/min zaczyna rosnąć temperatura w przewodzie hamulcowym w pobliżu pokrywy lewego podwozia (czujnik A); podobnie wskazania daje czujnik C zlokalizowany bliżej kadłuba.
- 13:52:59 – przestaje pracować czujnik temperatury umieszczony na spodniej warstwie lewej wewnętrznej sterolotki.
- 13:53:02 – nieoczekiwanie zaczyna spadać temperatura w przewodach powrotnych siłowników systemu sterowania lewej wewnętrznej sterolotki oraz lewej zewnętrznej sterolotki.
- 13:53:10 – przestaje działać czujnik temperatury w hydraulicznym przewodzie powrotnym siłownika systemu sterowania lewej zewnętrznej sterolotki.
- 13:53:11 – przestaje działać czujnik temperatury w hydraulicznym przewodzie powrotnym siłownika systemu sterowania lewej wewnętrznej sterolotki.
- 13:53:27 – orbiter nadlatuje na wybrzeże Kalifornii nad miastem Gualala, na północ od San Francisco.
- 13:53:30 – orbiter kontynuuje skręt w prawo, przechył 70°, wysokość 72 km, prędkość 7,06 km/s.
- 13:53:31 – trzysekundowy zanik telemetrii, przestaje pracować czujnik temperatury w hydraulicznym przewodzie powrotnym siłownika lewej zewnętrznej sterolotki.
- 13:53:34 – zaczyna spadać temperatura w hydraulicznym przewodzie powrotnym systemu sterowania lewej wewnętrznej sterolotki.
- 13:53:36 – przestaje działać czujnik temperatury w hydraulicznym przewodzie powrotnym systemu sterowania lewej wewnętrznej sterolotki.
- 13:53:44 – 13:54:34 na filmie wideo, uzyskanym przez R. Baldridge'a w Lick Observatory na Mt. Hamilton (37,34° N, 121,64° W), widocznych jest sześć drobnych płonących fragmentów w pobliżu orbitera. Prawdopodobnie już wtedy rozpoczął się proces destrukcji osłony termicznej Columbii.
- 13:53:46 – szybkość wzrostu temperatury przewodu hamulca hydraulicznego lewego podwozia (czujnik A) wzrosła z 0,8 °C/min do 3 °C/min; wysokość 70,2 km, prędkość Ma=22,86.
- 13:53:53 – orbiter przelatuje nad Sacramento.
- 13:54:10 – zaczyna rosnąć temperatura przewodu hamulca hydraulicznego lewego podwozia (czujnik B).
- 13:54:20 – rozpoczęcie kompensacji niesymetrycznego oporu aerodynamicznego poprzez wychylanie sterolotek.
- 13:54:22 – temperatura pod płytkami na lewej środkowej części kadłuba nad skrzydłem zaczyna rosnąć w tempie 4,2 °C/min (norma 0,5 °C/min), w innym miejscu o 3,1 °C/min (norma 1,5 °C/min); temperatura po drugiej stronie kadłuba wzrasta jedynie o spodziewane 8 °C w ciągu 5 minut. Temperatura zbiorników z ciekłym tlenem i ciekłym wodorem wewnątrz ładowni pozostaje w normie.
- 13:54:24 – ponadnominalny wzrost temperatury siłownika wysuwania lewego głównego podwozia w tempie 7 °C/min (wysokość 69,3 km, prędkość Ma=22,51).
- 13:54:53 – nieoczekiwany spadek temperatury zewnętrznej opony lewego podwozia, zakłócenia w telemetrii.

### 13:55 – 13:57
- 13:55:12 – ponadnominalnie zaczyna rosnąć temperatura w przewodzie powrotnym siłownika hamulca lewego podwozia.
- 13:55:21 – hamowanie aerodynamiczne osiąga wartość 3,35 m/s2 (0,34 g); wysokość 68,3 km, prędkość Ma=21,92.
- 13:55:23 – w tempie 5 °C/min zaczyna rosnąć temperatura w przewodzie powrotnym hydrauliki zaworu hamulca lewego podwozia.
- 13:55:41 – kolejny czujnik temperatury na kadłubie nad lewym skrzydłem wykazuje jej wzrost z 0 °C do 1,4 °C.
- 13:56:02 – opór aerodynamiczny wzrasta do 1,9 kPa; wysokość 67,6 km, prędkość Ma=21,45.
- 13:56:03 – następuje uszkodzenie czujnika temperatury na środku górnej wewnętrznej powierzchni lewego skrzydła (lub dochodzi do uszkodzenia jego kabla).
- 13:56:16 – z 0,4 °C/min do 2,2 °C/min zwiększa się tempo wzrostu temperatury przewodu wyzwalania siłownika blokady koła dla lewego głównego podwozia.
- 13:56:17 – z 0,8 °C/min do 4,9 °C/min zwiększa się tempo wzrostu temperatury w przewodzie powrotnym zaworu sterującego dla lewego podwozia.
- 13:56:20 – z 0,7 °C/min do 5,5 °C/min zwiększa się tempo wzrostu temperatury w przewodzie hamulcowym lewego podwozia (czujnik C).
- 13:56:22 – z 1,2 °C/min do 5,1 °C/min zwiększa się tempo wzrostu temperatury w przewodzie hamulcowym lewego podwozia i tendencja ta utrzymuje się do utraty łączności (czujnik B).
- 13:56:24 – uszkodzeniu ulega czujnik temperatury umieszczony na środku górnej wierzchniej części lewego skrzydła.
- 13:56:30 – rozpoczęcie przechyłu w lewo w celu wejścia w lewy zakręt; wysokość 67,0 km, prędkość Ma=21,13.
- 13:56:53 – z 0,9 °C/min do 7,2 °C/min zwiększa się tempo wzrostu temperatury jednego z siłowników głównego podwozia.
- 13:56:55 – zakończono manewr przejścia do lewego przechyłu; wysokość 66,7 km, prędkość Ma=20,76.
- 13:56:58 – platforma inercyjna IMU rejestruje wzrost prędkości.
- 13:57:06 – orbiter w lewym zakręcie, przechył 75° w lewo.
- 13:57:19 – czujnik ciśnienia numer 1 rejestruje jego ponadnominalną zmianę (skokowy wzrost) w zewnętrznym kole lewego podwozia.
- 13:57:24 – czujnik ciśnienia numer 2 rejestruje jego ponadnominalną zmianę (skokowy wzrost) w zewnętrznym kole lewego podwozia.
- 13:57:28 – awaria czujnika temperatury umieszczonego na środku dolnej powierzchni lewego skrzydła.
- 13:57:35 – sterolotki zaczynają kompensować asymetrię oporu aerodynamicznego.
- 13:57:43 – awaria czujnika temperatury umieszczonego na środku górnej powierzchni lewego skrzydła.
- 13:57:54 – temperatura w przewodzie powrotnym zaworu sterującym hamulca lewego podwozia zaczyna ponadnominalnie wzrastać w tempie 7,8 °C/min.

### 13:58 – 13:59
Około 13:58 uzyskano w ośrodku Starfire Optical Range, położonym w bazie Kirtland AFB w Albuquerque zdjęcie, wykonane przy pomocy teleskopu o średnicy zwierciadła 90 mm. Według autorów przedstawia ono uszkodzoną krawędź natarcia lewego skrzydła promu, jest też widoczny efekt pracy jednego z silniczków stabilizacyjnych, pomagającego w niwelacji zwiększonego oporu aerodynamicznego lewej strony promu.
- 13:58:03 – początek silnej kompensacji niestabilności aerodynamicznej przy pomocy sterolotek.
- 13:58:16 – czujnik D wykazuje zmianę z 0,5 °C/min do 6,5 °C/min tempa wzrostu temperatury w przewodzie hamulcowym lewego podwozia.
- 13:58:32 – aż do 13:59:22 jest rejestrowany stopniowy spadek ciśnienia w obu kołach lewego podwozia.
- 13:58:36 – zarejestrowany spadek temperatury kół lewego podwozia.
- 13:58:39 – przestaje pracować czujnik numer 1 pomiaru ciśnienia lewej (zewnętrznej) opony lewego podwozia, a czujnik numer 2 zaczyna rejestrować stopniowy spadek ciśnienia. Zapasowy system komputerowy BFS po raz pierwszy ogłasza alarm.
- 13:58:40 – przestaje pracować czujnik numer 1 pomiaru ciśnienia prawej (wewnętrznej) opony lewego podwozia, a czujnik numer 2 rejestruje skokowy wzrost ciśnienia o 24 kPa w ciągu 2 sekund.
- 13:58:43 – ciśnienie w prawej oponie lewego podwozia zaczyna spadać.
- 13:58:48 – przestają pracować czujniki temperatury i ciśnienia numer 2 w prawej oponie lewego podwozia. Następuje krótki, niewyraźny kontakt głosowy z pokładu Columbii: (głos dowódcy) „And, uh, Hou(ston)...” lub też „Feeling that heat...” – ten pierwszy to jednak wersja oficjalna.
- 13:58:54 – przestaje pracować czujnik ciśnienia numer 2 w lewej oponie lewego podwozia. Zapasowy system komputerowy ogłasza ostatni zarejestrowany alarm.
- 13:59:00 – trajektoria lotu orbitera jest nadal prawidłowa, komputery kompensują wzrastający opór aerodynamiczny lewego skrzydła wychyleniem sterolotek.
- 13:59:06 – czujnik wskazuje wysunięcie lewego podwozia. Prawdopodobnie czujnik uległ awarii, gdyż inny czujnik nadal wskazuje podwozie złożone i zabezpieczone.
- 13:59:22 – jest rejestrowany początek szybkiego spadku temperatury na przewodach powrotnych zaworów sterujących lewego hamulca.
- 13:59:30.66 – zapłon silniczków R2R i R3R systemu RCS w celu kompensacji nierównomiernego oporu aerodynamicznego.
- 13:59:31 – największe zmierzone wychylenie sterolotek (lewa –8,11°, prawa –1,15°). Pozycja 32,956° N, 99,041° W.
- 13:59:32 – ostatnie zanalizowane dane wskazują 77,9 °C – jest to najwyższa zmierzona temperatura obwodu hamulcowego A lewego podwozia.

Ostatni kontakt głosowy z pokładu Columbii: (głos dowódcy) „Roger, uh be(before? both?)...”.
- 13:59:32,136 – Centrum Kontroli Misji (MCC) odbiera ostatni kompletny pakiet danych, potem traci stabilną łączność telemetryczną z orbiterem.

W tym czasie znajduje się on na wysokości 63 135 m i leci z prędkością około 20 000 km/h (5,55 km/s, 18,3 Ma). Obciążenia cieplne i aerodynamiczne osiągają maksimum. Trwa odbiór 32 sekund znacznie zakłóconej telemetrii, niemożliwej do deszyfracji w czasie rzeczywistym. Jej późniejsza analiza wykazuje dalsze włączanie silniczków, w celu wyrównania pozycji orbitera, które miały miejsce w ciągu 5 sekund od uzyskania ostatniego kompletnego pakietu danych. Kolejne 25 sekund telemetrii jest niemożliwe do odczytania.

### 14:00 – 14:30
- 14:00 – Podczas przelotu nad Teksasem obserwowane są w ogonie plazmowym za korpusem orbitera jego płonące elementy. Składowa pionowa prędkości wzrasta do wartości siedmiokrotnie większej od planowanej. Analiza zapisów wideo potwierdza, że pierwsze odłamało się lewe skrzydło orbitera. Według danych z radaru meteorologicznego pracującego w rejonie Houston szczątki Columbii spadły na obszarze elipsy o przybliżonych rozmiarach 500×100 km, na południowy wschód od Dallas (środek obszaru miał przybliżone współrzędne 31,8° N, 95,0° W), pomiędzy miastami: Dallas (Teksas), Tyler (Teksas), Shreveport (Luizjana), McComb (Mississippi), Alexandria (Luizjana), Lufkin (Teksas) i Palestine (Teksas). Najwięcej szczątków, w tym pozostałości ciał całej załogi, odnaleziono głównie w hrabstwie Nacogdoches we wschodnim Teksasie.
- 14:00:02-06 – od Columbii odrywa się pierwszy duży element, prawdopodobnie fragment lewego skrzydła (szczątek A) – OEX.
- 14:00:02,660 – telemetria powraca – działają komputery i autopilot, oraz wszystkie systemy, oprócz hydrauliki lewego skrzydła – tam ciśnienie spada do zera.
- 14:00:04,826 – telemetria ostatecznie zanika, odłamuje się lewe skrzydło, co powoduje gwałtowne i potężne naprężenia w strukturze orbitera.

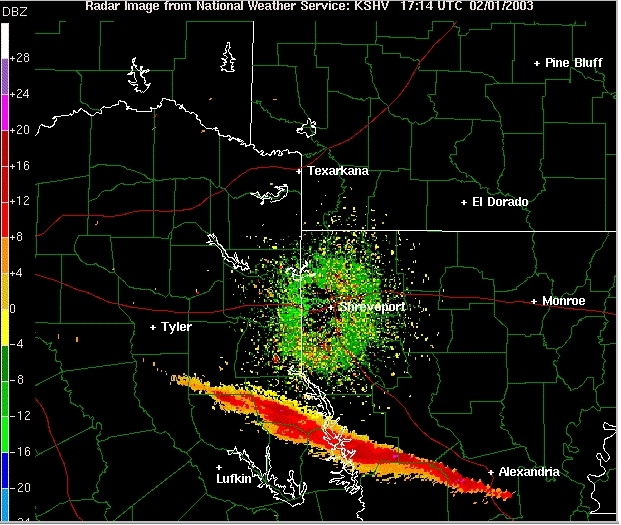
Szczątki wahadłowca Columbia wyśledzone przez radar National Weather Service

- 14:00:17-21 – od Columbii odrywa się drugi duży szczątek (B) – OEX.
- 14:00:18-22 – od Columbii odrywa się trzeci duży szczątek (C) – OEX.
- 14:00:19,4 – koniec zapisu z OEX.
- 14:00:23 – kadłub Columbii rozpada się na kilka fragmentów, załoga ponosi śmierć.
- 14:03:34 – pierwsze szczątki Columbii spadają na Ziemię.
- 14:12:40 – MCC dostaje informację o katastrofie.
- 14:12:35 – komentator Centrum Kontroli Misji informuje o utracie promu. Zapis rozmów w MCC podczas prób odzyskania kontaktu z promem.
- 14:12:55 – dyrektor lotu nakazuje zamknięcie drzwi do sali kontroli lotu, inicjuje procedurę awaryjną.

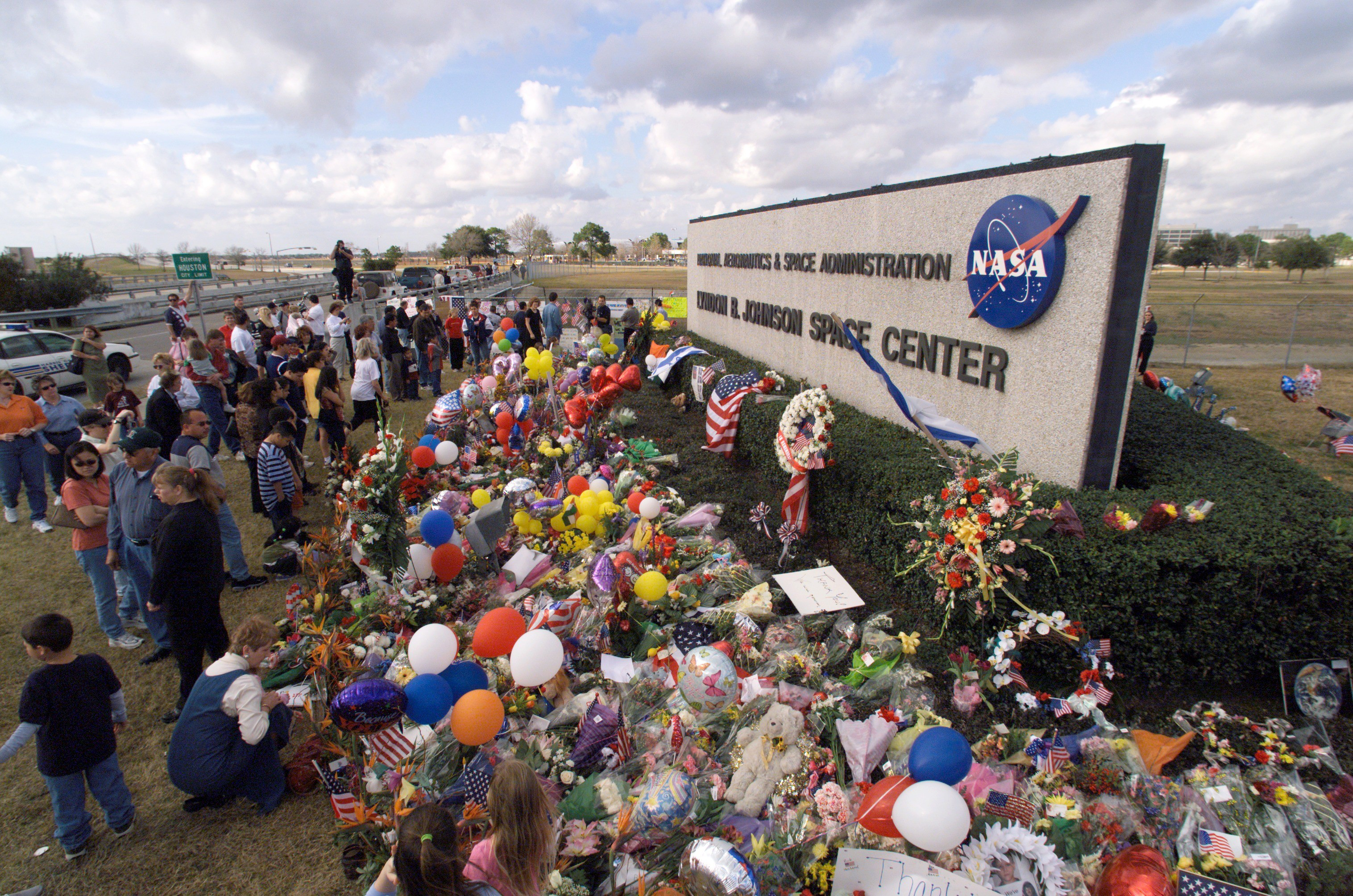
Kwiaty przy centrum kosmicznym NASA Johnson

- 14:15:50 – planowany moment lądowania na bieżni numer 33 na KSC.
- 14:25 – rozpoczęto poszukiwanie szczątków Columbii. Astronaucie Jamesowi Wetherbee powierzono koordynację prac związanych z gromadzeniem, dokumentowaniem i zabezpieczaniem szczątków orbitera i wyznaczono mu jako kwaterę dowodzenia Barksdale AFB w Shreveport (Luizjana). Następnie są one przewożone do specjalnie wydzielonego hangaru na KSC, gdzie są dokładnie badane i składane, co być może pozwoli na wyjaśnienie przyczyny katastrofy. Astronauta Jerry Ross otrzymał misję poszukiwania pozostałości ciał członków załogi. Zostały one przewiezione do Dover AFB (Delaware).

## Skład ostatniej załogi
- Michael P. Anderson
- David Brown
- Kalpana Chawla
- Laurel Clark
- Rick Husband
- William McCool
- Ilan Ramon